# Aeroportul Needles
Aeroportul Needles (IATA: EED, ICAO: KEED, FAA LID: EED) este un aeroport din California, Statele Unite ale Americii ce deservește zona Needles⁠(d). A fost numit după zona deservită.
Situat la o altitudine de 300 m, aeroportul dispune de 2 piste.

## Infrastructură

### Piste
Aeroportul dispune de 2 piste. Pista 02/20 are suprafața de asfalt și dimensiunile 4.235 picioare × 100 picioare. Pista 11/29 are dimensiunile 5.005 picioare × 100 picioare. 